# Nasonovia brevipes
Nasonovia brevipes är en insektsart som först beskrevs av Carl Julius Bernhard Börner 1950.  Nasonovia brevipes ingår i släktet Nasonovia och familjen långrörsbladlöss. Inga underarter finns listade i Catalogue of Life.